# Az aranyásó
Az aranyásó is een Hongaarse dramafilm uit 1914 onder regie van Michael Curtiz. De film is wellicht zoekgeraakt.

## Verhaal
Xarkrow verlaat zijn geboortedorp in Hongarije om goud te zoeken in Californië. Hij vindt ook daadwerkelijk goud in de Sierra Nevada. Als hij terugkeert naar San Francisco, wil een vrouw hem verleiden om hem zijn fortuin te ontfutselen.

## Rolverdeling
| Acteur          | Personage |
| --------------- | --------- |
| Ilona Bedő      |           |
| Lujza V. Beregi |           |
| Ilonka Lakatos  |           |
| René Sellő      |           |
| Gyula Szőreghy  |           |
| Giza Báthory    |           |